# ハルビン理工大学

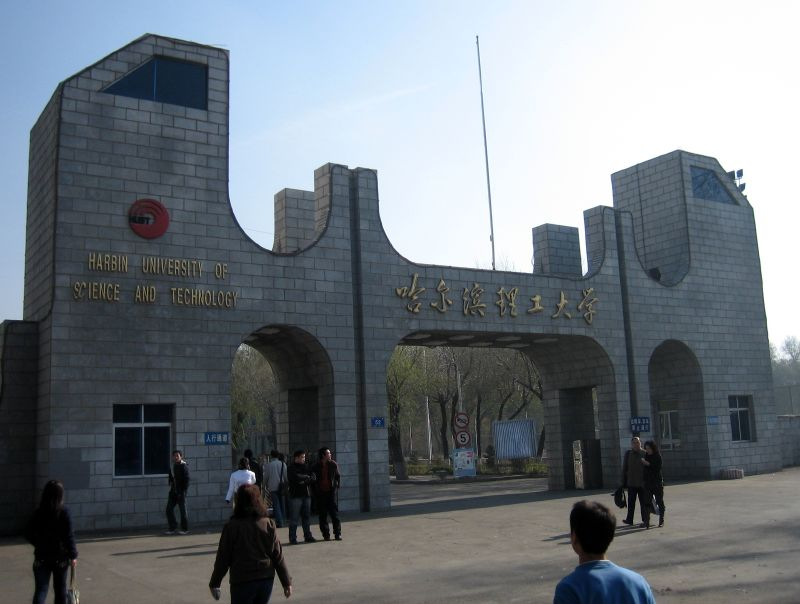
ハルビン科学技術大学の正門

ハルビン理工大学（ハルビンりこうだいがく、簡体字中国語: 哈尔滨理工大学）は黒龍江省に所在する中華人民共和国の理工系大学である。ハルビン理工大学は1995年にハルビン科学技術大学とハルビン電工学院、ハルビン工業高等専科学校を統合して創設された。 
ハルビン理工大学は黒龍江省ハルビン市にあり、総敷地面積は190万平方メートルである。理工系を主体として経済学、文学、法学なども兼ね備える総合大学であり、学生数は26,000人、留学生は100人である。
また、ハルビン理工大学の教職員は2,800人、図書館蔵書は150万冊である。

## 前書き
ハルビン理工大学（HrbUST）は、 黒竜江省で最大の省所有の工学系大学で、 ハルビン市にある。   

## 校訓
ハルビン理工大学の校訓は「知行統一、博厚悠遠」である。

## 歴史
ハルビン理工大学1995年にハルビン科学技術大学、ハルビン電工学院、ハルビン工業高等専科学校を統合して創設された。
ハルビン科学技術大学は1958年にハルビン機械製造学校、ハルビン土木建築工程学校、ハルビン建築工程学校の3校を統合し「黒龍江工学院」として創設され、1978年に「ハルビン科学技術大学」に改称された。
ハルビン電工学院は1950年に「東北電器製造学校」として創設され、1958年に「ハルビン電工学院」に改称された。
ハルビン工業高等専科学校は1950年に「東北人民政府工業部電器工業管理局技工学校」として創設され、1993年に「ハルビン工業高等専科学校」に改称された。
以上3校を統合して創設されたハルビン理工大学は、2004年にハルビン市化学工業学校を、2005年には黒龍江省教育建築設計院をそれぞれ編入し、現在のハルビン理工大学となった。

## 国際交流
ハルビン理工大学は積極的に国際的な学術交流を行っている。欧米、アジアの10ヶ所以上の大学、研究機関と長期の協力関係を結んでおり、人材育成、研究の面で成果を挙げている。

HrbUSTは、10か国以上の多くの大学や研究機関と長期にわたる友好的な協力関係を確立している。 HrbUSTは、次の外国の大学と共同で学校を運営。 トロイ州立大学 （米国）、オリエンタルニューメキシコ大学、 ピッツバーグ大学 、 ロンドンシティ大学 （イギリス）、 ノボシビルスク州立工科大学 （ロシア）、 ラトローブ大学 、 エディスコーワン大学 （オーストラリア） ）、 中部大学 （日本）、 キャピラノカレッジ （カナダ）、 ラバル大学 （カナダ）、 ヨーロッパ大学キプロス （キプロス）など。またハルビン理工大学はベラルーシ国立大学、米国トロイ州立大学、ピッツバーグ大学、英国シティ大学、日本中部大学などと協力関係を締結している。 

## 学部・専攻
機械動力工程学院
　　機械設計及其自動化
　　工業設計
　　熱能与動力工程
　　機械製造及其自動化
　　機械電子工程
　　車輌工程
　　機械基礎工程
材料科学与工程学院
　　金属材料工程
　　高分子材料与工程
　　材料成型及控制工程
　　無機非金属材料工程
電気与電子工程学院
　　電気工程及自動化
　　電子信息工程
計算機科学与技術学院
　　計算機科学与技術
　　網絡工程
軟件学院
　　軟件工程
　　集成電路設計与集成系統
自動化学院
　　自動化
管理学院
　　信息管理与信息系統
　　工商管理
　　市場営銷
　　人力資源管理
　　旅游管理
測控技術与通信工程学院
　　測控技術与儀器
　　通信工程
　　安全工程
経済学院
　　会計学
　　金融学
　　国際経済与貿易
　　経済学
建築工程学院
　　建築学
　　土木工程
　　工程力学
応用科学学院
　　信息与計算科学
　　統計学
　　電子科学与技術
　　応用物理学
　　材料物理
　　光信息与科学技術
化学与環境工程学院
　　化学工程与工芸
　　材料科学
　　環境工程
　　製薬工程
外国語学院
　　英語
　　日本語
　　ロシア語
芸術学院
　　芸術設計

## 教育研究機関
高等教育研究所
電工電子教学与実訓中心
科学与工程研究院
建築設計院
マルクスレーニン主義教研部
成人与継続教育学院
研究生学院
体育教学部
研究院与創業中心
高新技術発展与管理研究中心
工程電解質実験室
測控与儀器実験室
現代創造与刀具開発実験室
材料研究与応用実験室
電気及其控制実験室
緑色化工実験室
信息材料与器件実験室
計算機応用技術実験室
先進控制技術実験室

## キャンパス
西キャンパス
　　住所：黒龍江省ハルビン市南崗区学府路52号
東キャンパス
　　住所：黒龍江省ハルビン市香坊区三大動力路23号
南キャンパス
　　住所：黒龍江省ハルビン市林園路4号
栄成キャンパス
　　住所：山東省栄成市学院路2006号